# Massmordet på ångaren Prins Carl

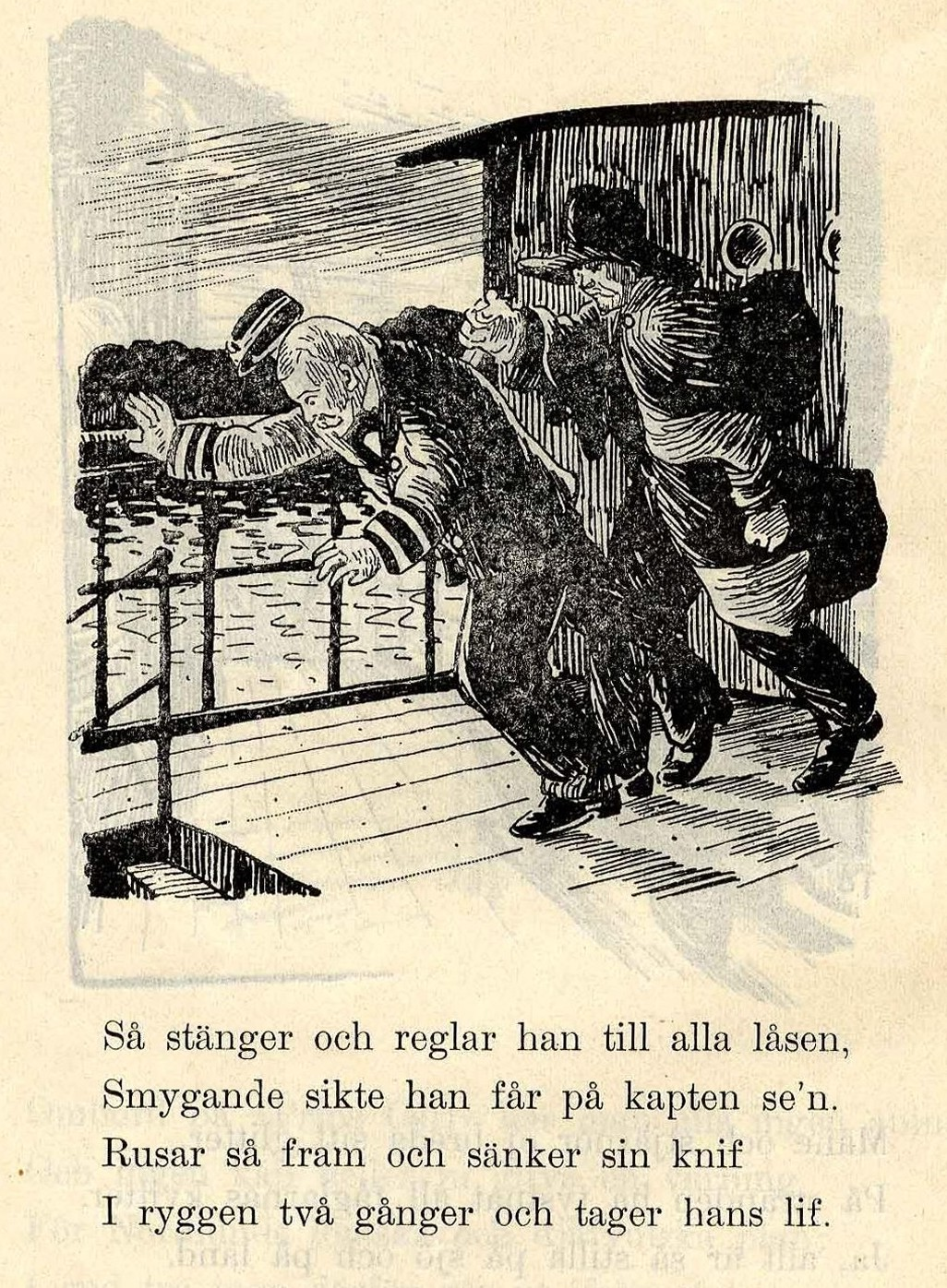
Ur “Mälaredramat: en sångbar berättelse om de gräsliga ogerningarna å ångbåten Prins Carl”.

Passagerarångfartyget PRINS CARL vid kajen i Köping, foto Valfrid Wessman tidigt 1900-tal.

Massmordet ombord på ångaren Prins Carl var ett massmord som förövades av John Filip Nordlund natten till den 17 maj 1900 ombord på S/S Prins Carl, en mälarbåt som gick mellan Arboga och Stockholm. Nordlund var med som passagerare på båten. Facit blev fem döda, åtta skadade och ungefär 800 kronor i byte för Nordlund, som efter dådet flydde i en livbåt till land.
Enligt polisförhören var hans plan ännu värre än vad han faktiskt genomförde, då han planerat att döda eller allvarligt såra samtliga passagerare på båten för att sedan sticka den i brand. Bytet skulle ha blivit skeppskassan samt värdesaker från passagerarna. Förmodligen var det därför tur i oturen att fartyget Köping avbröt händelsernas gång. Nordlund skall ha försökt skrämma denna båt på flykt genom att avlossa åtskilliga revolverskott. Nordlund greps någon dag senare och dömdes till döden.

## Offren
Befälhavare var sjökapten Olof Rönngren som hade arbetat fyra och ett halvt år på linjen.
- Första offret var Olof Rönngren, Stockholm, 43 år, kapten på Prins Carl, enligt Nordlund dödad för att skapa kaos ombord på fartyget. Kaptenen benämndes först som A. Rönngren i tidningarna. Rönngren blev knivhuggen.[1][3]
- Andra offret var drängen Julius Åkerlind, Finnåkers bruk, 19 år. Åkerlind blev skjuten när han låg och sov.
- Tredje offret var Lovisa Carlsson, Östhammar, som höggs ner framför sina två söner med så kraftigt våld att bladet lossnade från Nordlunds kniv och blev kvar i offret. Hennes två söner tillhörde de sårade.
- Fjärde offret blev kreaturshandlaren Lars-Erik Falk, Arboga, 68 år, som blev skjuten i huvudet. Han avled dock först efter en vecka på sjukhus.
- Femte offret blev slaktaren Carl Erik Holmer, Kungsör, 38 år, som vid samma tillfälle blev skjuten i vänster tinning. Han avled innan han hade hunnit få någon hjälp.[4]

Ytterligare åtta personer blev mer eller mindre skadade. Styrman Emil Julin och rorgängare Gustaf Hellström undkom med en hårsmån, trots att Nordlund jagade dem runt hela skeppet.
- Arbetskarlen Gottfrid Carlsson (barn till Lovisa Carlsson).
- Ynglingen Oskar Carlsson (barn till Lovisa Carlsson).
- Ogifta Karolina Magnusson, Fellingsbro.
- Ogifta Charlotta Hjelm, Kungsör.
- Konditor Otto Lindquist, Arboga.
- Skräddaren Gustaf Adolf Carlsson, Arboga, även kallad "Carlsson Krycka".[5]

## Avrättningen
Nordlund avrättades i Västerås den 10 december samma år. Kvällen den 9 december samlades en stor folkskara vid järnvägsstationen i Västerås för att få se riksskarprättaren Anders Gustaf Dahlman med son anlända med sin bila i fodralet för att utföra årets tredje halshuggning. Tidigt på morgonen leddes Nordlund ut till schavotten på fängelsegården och sjöng "Trygg, min Jesus, i dina armar", medan han spändes fast vid stupstocken. Bilans fall avbröt psalmen. Det var sista gången som Dahlman höll i skaftet. Vid den enda återstående avrättningen i Sverige, den av Alfred Ander 1910, behövde skarprättaren bara dra i en tåt, så skötte giljotinen resten.

## Media
Då brottet saknade motstycke i svensk kriminalhistoria i urskillningslöshet uppmärksammades detta ganska mycket i dåtidens tidningar. Svenska Dagbladet hade bland annat rubriken Fasaväckande drama å ångaren Prins Carl. Tolf personer skjutna - sju hittills döda i nummer 133 1/2 den 17 maj 1900 (1/2 eftersom det var ett extranummer). Flera så kallade skillingtryck producerades också om dådet, med texter som "Ja, allt är så stilla på sjö och på land. På däck smyger Nordlund med knif i sin hand", till melodin Sandahls kanon.
Angående dödsstraffet skrev Anders Pers på Vestmanlands Läns Tidning att det var "ett uttryck för ett folks plats på civilisationens trappstege". Nordlund hade hamnat i fängelse som 16-åring, och detta hade enligt Pers påverkat honom i hans bana. Utkommen från fängelset bar Nordlund "brottets stämpel och förgick sig nästan omedelbart, för att vid 18 års ålder åter få samma liv och samma umgänge. Så utvecklades hans inställning till fiendskap mot samhället".